# 43e régiment d'artillerie de marine
Pour les articles homonymes, voir 43e régiment.
Le 43e régiment d'artillerie de marine (43e RAMa), ancien 43e régiment d'artillerie coloniale, est une unité de l'armée de terre française actuellement dissoute.

## Création et différentes dénominations
- Le 1er avril 1918 création du 43e régiment d'artillerie coloniale avec des éléments du 201e régiment d'artillerie.
- Le 31 août 1919 dissolution du régiment.
- En 1962 création du 43e régiment d'artillerie de marine comme régiment de réserve[réf. souhaitée].
- En 1993 dissolution du régiment[réf. souhaitée]

## Chefs de corps
- 1918 - 1919 : lieutenant-colonel Ginestière[1]
- 1919 : lieutenant-colonel François[2]
- 1983 - 1986 : colonel Haguet[3]

## Historique des garnisons, campagnes et batailles du43erégiment d'artillerie coloniale

### De 1918 à 1919
Le régiment est créé le 1er avril 1918 sur le front d'Orient avec les trois groupes du 201e régiment d'artillerie de campagne. Il est rattaché à la 17e division d'infanterie coloniale. Il appuie l'attaque général du 15 septembre. Profitant de l’effondrement du front ennemi, le régiment progresse plein nord. Arrivé Negotin le 3 novembre 1918, il surveille le Danube avant de traverser le fleuve le 18 décembre 1918. En mars 1919, le 43e RAC rejoint la région de Timișoara-Arad. Il est dissous le 31 août 1919[réf. souhaitée].

### La Guerre Froide
Le régiment est recréé en 1962 sous le nom de 43e régiment d'artillerie de marine. Caserné à Chartres, il regroupe 800 hommes dans les années 1980. Il est dissout en 1993.

## Étendard du régiment
Il porte l'inscription :
- Dopropolje 1918

## Insigne du43erégimentd'artillerie de marine
Le description héraldique conservée par le service historique de l'Armée de terre est la suivante : « Rondache parti d’azur et de gueules chargée de deux glaives en sautoir enserrés par de chaînes de sable brochant sur deux canons en sautoir d’or, surbrochant une ancre de marine du même. Sur la trabe l’inscription 43e RAMA de sable ».

## Sources et bibliographies
- Historique du 43e régiment d'artillerie coloniale pendant la guerre 1914-1918, Berger-Levrault, 18 p. (lire en ligne).